# Scaphioides cletus
Espèce
Synonymes
- Stenoonops cletus Chickering, 1969

Scaphioides cletus est une espèce d'araignées aranéomorphes de la famille des Oonopidae.

## Distribution
Cette espèce est endémique de Jamaïque.

## Description
Le mâle mesure 1,40 mm et la femelle 1,52 mm.

## Publication originale
- Chickering, 1969 : The genus Stenoonops (Araneae, Oonopidae) in Panama and the West Indies. Breviora, vol. 339, p. 1-35 (texte intégral).